# Frankfurt Galaxy
Frankfurt Galaxy (Galaxia de Fráncfort) era un equipo de fútbol americano que tenía su sede en Fráncfort del Meno, Alemania, y jugaba en la NFL Europa. Era uno de los tres primeros equipos de la NFL en Europa que continuaron tras la cancelación por dos temporadas de la liga, y fueron los únicos que siguieron en su ciudad originaria. Jugaban en el Commerzbank-Arena, anteriormente conocido como Waldstadion.  

## Historia
En 1991, el Galaxy fue uno de los equipos fundadores de la World League of American Football (WLAF). Fue sede del primer partido de la WLAF contra los London Monarchs en el Waldstadion el 23 de marzo de 1991.
Cuando la liga mundial terminó en 1995, el Galaxy, los Monarchs, y Barcelona Dragons eran los únicos equipos de la WLAF que seguían jugando. Posteriormente, los Monarchs y el Barcelona Dragons también desaparecieron, haciendo del Galaxy el equipo de fútbol americano profesional más antiguo fuera de la NFL y la CFL.
El Frankfurt Galaxy ganó el World Bowl cuatro veces, en 1995, 1999, 2003 y 2006, pero no lo pudieron defender, ya que ellos perdieron cuatro veces, en 1996, 1998, 2004 y 2007. Frankfurt Universe es el sucesor del Frankfurt Galaxy.
Los entrenadores del Galaxy a lo largo de la historia fueron:
- 1991-1992 Jack Elway
- 1995-1997 Ernie Stautner
- 1998-2000 Dick Curl
- 2001-2003 Doug Graber
- 2004-2007 Mike Jones

## Jugadores notables
- Mario Bailey - WR (1995-2000)
- Jake Delhomme - QB (1999)
- Mark Dixon - G (1998)
- Patrick Gerigk - WR (1999)
- Werner Hippler - TE (1995, 1997-2000)
- Damon Huard - QB (1998)
- Lewis Kelly - T (2002)
- Ralf Kleinmann - K (1995-2000, 2003-2004)
- Martin Latka - RB (2004-2007)
- Frank Messmer - DL (1995-1997)
- Andy McCullough - WR (1999, 2001)
- Craig Ochs - QB (2006)
- Steve Pelluer - QB (1996-1997)
- Mike Perez - QB (1991-1992)
- Akili Smith - QB (2005-2007)
- Ingo Siebert - RB (1995-1998)
- Paul Spicer - DE (2001)
- James Taylor - CB (2005-2007)
- Pat Barnes - QB (1998-1999)
- J.T. O'Sullivan - QB (2007)